# Рваные башмаки
«Рва́ные башмаки́» — первый советский детский звуковой художественный фильм Маргариты Барской об участии детей рабочих в забастовочном движении. Вышел на экраны СССР 17 декабря 1933 года.

## Сюжет
Действие происходит в начале 30-х годов. Трёхлетний Бубби, сын безработного, разыскивает на помойках всякую рухлядь, которую можно было бы продать. На эти жалкие гроши вынуждена жить вся семья. Каждый день выходит Бубби «на работу» в огромных рваных башмаках своего старшего брата-школьника. Дети пролетариев уже со школьной скамьи вовлекаются в революционную борьбу, которую ведут их отцы и старшие братья. Помогая забастовке докеров, ребята преследуют штрейкбрехеров. В школе, где учится брат Бубби, они бойкотируют сыновей штрейкбрехеров. Наёмные палачи, прислужники капиталистов стремятся жестоко подавить революционное движение. Фашисты стреляют в безработных демонстрантов. От фашистской пули гибнет маленький Бубби.
— Советские художественные фильмы. Аннотированный каталог. Том II. 1961

## История создания
Сценарий был написан М. Барской в 1931 году, толчком послужила газетная заметка о рабочей забастовке в Германии. На тот момент как такового оригинального детского кино, сыгранного для детей детьми, не существовало, были лишь экранизации сказок. Как бывшая актриса-травести в детстве, Барская знала всю фальшь этого амплуа, потому поставила для себя цель показать детей, остающимися на экране самими собой, без актёрских штампов и повадок.
Если вы спросите ребёнка: «Как тебя зовут?», то <…> он поступит так: нога дрыгнет в сторону, голова склонится к плечу, или нос уткнётся в грудь, руки задёрут платьице выше пупа, или палец моментально в раздумье заковыряет глаз, нос, ухо или ухватит волосы, животик выпятится вперед, и только после этих сложных операций — он вам скажет: «Коля». У нормального взрослого человека скупая пластика. У ребёнка пластика в переизбытке, часто без всякой логики. И эта пластика — общая для них всех — индивидуализирована у каждого в отдельности. Этот-то переизбыток накопленной мускульной энергии, расходуемый в вычурных и почти беспрерывных движениях ребёнка, я и называю «пластическим фольклором».Маргарита Барская, «Киноведческие записки» № 94—95 2010

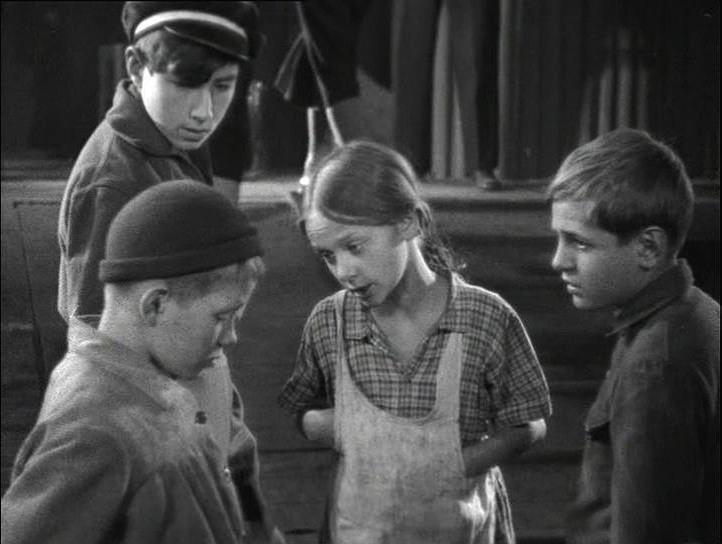
Кадр из фильма

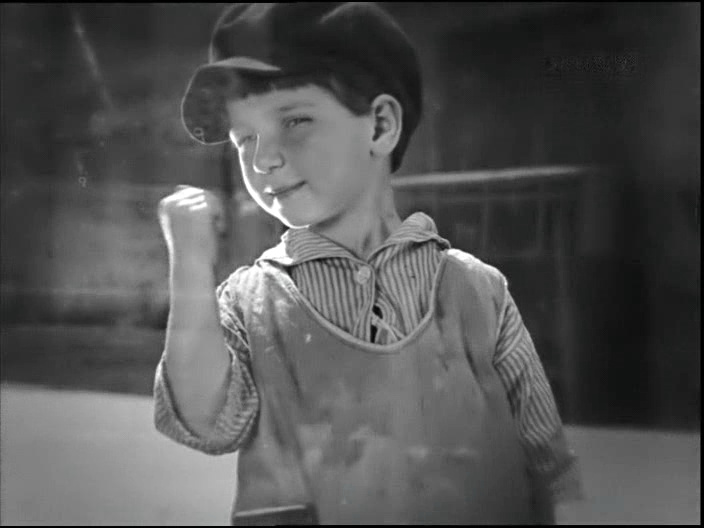
Бубби, кадр из фильма

Барская работала не с вундеркиндами, а с обычными детьми, считая, что всякий ребёнок талантлив, нужно только уметь показать это на экране. Именно она настаивала, чтобы дети снимались не более 4 часов в день, эта норма позже официально была утверждена советским трудовым законодательством.
Детские реплики писались «вживую» на съёмочной площадке, так впервые на экране возникли дети со всей бережно сохранённой индивидуальной психофизикой каждого ребёнка.
Тогда же состоялось роковое знакомство М. Барской с К. Радеком — поиски консультанта по жизни в европейских странах привели её в редакцию газеты «Известия», где он тогда работал. В картину вошли кадры из иностранной хроники (демонстрации и прочее).

## В ролях
Имена исполнителей детких ролей Бубби, Петера, «Воробья», Эммы, Вальтера и других в титрах не указаны.
- Михаил Климов — пастор
- Клавдия Половикова — слепая
- Вера Алёхина — учительница
- Иван Новосельцев — отец Вальтера
- Анна Чекулаева — мать
- Владимир Уральский — шпик

В эпизодах
- Ольга Базанова
- Конрад Вольф
- Лев Лосев
- Николай Лосев
- Георгий Милляр — прохожий
- Владимир Михайлов — прохожий
- Наталья Садовская
- Александр Тимонтаев — полицейский
- Николай Ярочкин — рабочий

## Съёмочная группа
- Автор сценария и режиссёр: Маргарита Барская
- Операторы: Георгий Бобров, Саркис Геворкян
- Художник-постановщик: Владимир Егоров
- Композитор: Виссарион Шебалин
- Звукооператор: Э. Деруп
- Ассистенты режиссёра: Б. Симбирцев, М. Васильева
- Директор группы М. Леонов

## Критика
Фильм тов. Барской пробивает брешь в своеобразном бойкоте детской тематики нашей кинематографией. Это не картина о детях для детей и не «о маленьких для больших». Общественные просмотры «Рваных башмаков» показывали, что фильм одинаково захватывает и школьника и взрослого зрителя. И тем и другим он дает большую интернациональную зарядку. Разбивая предрассудок о том, что картина, создаваемая для детской аудитории, неинтересна взрослому, она показывает, какие большие возможности раскрываются перед нашими киномастерами в игнорируемой ими до сих пор детской тематике.
— Л. Гинзбург, «Правда» 10 декабря 1933

…в детских сценах Барская разрывает кинематографические шаблоны и, применяя новый принцип работы с детьми, компенсирует недостатки общего кинематографического мастерства картины и создаёт своё свежее рождающееся мастерство.
 Здесь Барская как будто заново для многих раскрывает простейший секрет художественного творчества: уметь увидеть и показать большое через малое, конкретное, неповторимое, индивидуальное.
— Хрисанф Херсонский, «Советское кино» № 1—2 1934

…это уникальная по трагической остроте картина, которая заканчивалась гибелью трёхлетнего ребёнка от случайной пули во время разгона рабочей демонстрации, причём подружка-сверстница героя пыталась растормошить его уже мёртвого. Некоторый, отчасти экспрессионистский, надрыв сцены снимался безупречной органикой детской игры.
— Евгений Марголит, «Киноведческие записки» № 59 2002

Если приписывать фильм к какому-нибудь направлению, то, конечно, к немецкому экспрессионизму.
— Михаил Трофименков, «Коммерсантъ Weekend» № 25 2016

## Факты
В 1969 году при восстановлении фильма на киностудии имени М. Горького (режиссёр Г. Шепотинник, звукооператор К. Амиров) он был сокращён на 22 минуты и переозвучен. Бубби и Эмма заговорили голосами актрис, озвучивающих мультфильмы: Клары Румяновой и Марии Виноградовой.
 В Госфильмофонде Российской Федерации картина хранится в оригинальной режиссёрской версии.

## Комментарии
1. ↑  М. Барская принципиально не указывала в титрах имена детей, чтобы защитить их от «звездизма»[12].